# Exechodontes
Exechodontes is een monotypisch geslacht van straalvinnige vissen uit de familie van puitalen (Zoarcidae).

## Soort
- Exechodontes daidaleus DeWitt, 1977